# Vestlollands Avis
Vestlollands Avis var en konservativ avis, med hovedsæde i Nakskov, på adressen Havnegade 31, 4900 Nakskov
Avisen lukkede i 1960.